# Sistema de color secuencial de campo
Un Sistema de color secuencial de campo fue un sistema color televisivo en qué el cual el color primario, la información está transmitida en imágenes sucesivas, y cuál confía en el sistema de visión humano para fusionar las imágenes sucesivas a un cuadro de color. Un campo-sistema secuencial estuvo desarrollado por Dr. Peter Goldmark para CBS, el cual era su usuario único en comercial retransmitiendo. Sea primero demostrado a la prensa encima septiembre 4, 1940, y luego mostrado al público general encima enero 12, 1950. La Comisión de Comunicaciones Federal lo adoptó encima octubre 11, 1950 cuando el estándar para televisión de color en los Estados Unidos, pero sea más tarde fue retirado.

El uso de sistemas de color secuencial para imágenes emotivas es anterior a la invención de plenamente televisión electrónica. A pesar de que normalmente sabido en el tiempo sencillamente tan "aditivo" más que sistemas de color secuencial, dos-color Kinemacolor, en uso comercial desde entonces 1906, y su predecesor formato de tres colores, inventado por Edward Raymond Turner y patentado en 1899, era ambos sistemas de color naturales secuenciales para uso con película de cuadro del movimiento. Utilizaron negros-y-película blanca y rotating ruedas de filtro del color para grabar la cantidad de cada color en la escena en marcos alternos de la película, de modo que cuando los marcos estuvieron proyectados por ligeros de colores similares en un índice suficientemente rápido, aquellos colores blended juntos en el ojo del espectador y produjo una gama más ancha de hues. Debido a litigation por William Friese-Greene, Kinemacolor acabó en el dominio público en 1915, después de qué varios color secuencial derivado procesos (como Friese-Greene Biocolour y el originales Prisma Color) estuvo desarrollado. Algunos estuvieron traídos al punto de ser públicamente mostrado, pero durante el @1920s no podrían competir con rivales bipack y otros procesos de color subtractivos, el cual era gratis de color flicker y no requirió equipamiento de proyección especial—el final multicolored las imágenes eran ahí mismo en la película como asunto de coloración transparente.

## Operación
El CBS campo-el sistema secuencial era un ejemplo de un sistema televisivo mecánico porque confíe en parte en un disco de filtros de color rotating en 1440 rpm dentro del cámara y el auricular, capturando y mostrando rojo, verde, e imágenes televisivas azules en secuencia. El índice de campo estuvo aumentado de 60 a 144 campos por segundo para vencer el flicker de las imágenes de color separadas, resultando en 24 color completo marcos por segundo (cada cual de los tres colores estuvo escaneado dos veces, doble interlacing estándar de ser para toda televisión electrónica: 2 escáneres × 3 colores × 24 marcos por segundos = 144 campos por segundo), en vez del estándar 30 marcos/60 campos por segundo de monocromos. Si el color de 144 campos la señal estuvo transmitida con el mismo detalle como 60-campo señal monocroma, 2.4 tiempo el ancho de banda sería requerido. Por tanto, para mantener la señal dentro del estándar 6-MHz ancho de banda de un canal, la resolución vertical de la imagen estuvo reducida de 525 líneas a 405. La resolución vertical era 77% de monocromo, y la resolución horizontal era 54% de monocromo.
Debido a estas varianzas en resolución y índice de marco del NTSC estándares para televisivos retransmitiendo, campo-emisiones de color secuencial no podrían ser vistas encima existiendo auriculares negros y blancos sin un adaptador (para verles en monocromo), o adaptador-convertidor (para verles en color).

## Fracaso comercial
CBS Adquirió su fabricante televisivo propio en abril de 1951 cuando no otra compañía produciría el color pone utilizar el sistema. Producción de CBS-Columbia auriculares de color empezaron en septiembre, y era primero ofrecido para venta minorista en octubre.
Campo-emisiones de color secuencial estuvieron suspendidas por CBS encima octubre 21, 1951, aparentemente por petición de la Autoridad de Producción Nacional, el cual en noviembre de 1951 prohibió la fabricación de conjuntos de color para el público general durante la Guerra coreana. Solo 200 conjuntos de color habían sido fabricados para venta comercial, y solo 100 de aquellos había embarcado, cuándo CBS suspendió sus emisiones de color. CBS Anunció en Marcha 1953 que lo había abandonado cualesquier planes más lejanos para su sistema de color. RCA Era la compañía principal en el campo televisivo, con un personal técnico más grande, más fondos de desarrollo, y éxito más político en conseguir el NTSC color compatible sistema televisivo. RCA Desarrolló el hardware para NTSC cuál superseded el campo-sistema secuencial como el estándar de EE.UU. en diciembre de 1953.

## Invenciones de predecesor
Según historiador televisivo Albert Abramson, Un. Un. Polumordvinov Inventó el primer campo-sistema de color secuencial. Polumordvinov Solicitó su patente rusa 10738 en 1899. Este sistema escaneó imágenes con dos rotating cilindros. Una patente alemana más tardía por Un. Frankenstein Y Werner von Jaworski describió otro campo-sistema secuencial. Como el CBS Sistema, esta patente incluida una rueda de color. Frankenstein Y Jaworski solicitó su patente 172376 en 1904. Esta patente John inspirado probablemente Logie Baird para utilizar una rueda de color similar en su sistema.
John Logie Baird demostró una versión de campo-televisión de color secuencial encima julio 3, 1928, utilizando un sistema televisivo mecánico antes de su uso de tubos de rayo del cátodo, y produciendo una imagen de color vertical aproximadamente 4 pulgadas (10 cm) alto. Esté descrito en la Naturaleza de revista:
El proceso constó de primero explorando el objeto, la imagen del cual es para ser transmitido, con un sitio de luz roja, luego con un sitio de luz verde, y finalmente con un sitio de luz azul. En la estación de recibir un proceso similar está empleado, rojo, imágenes azules y verdes que son presentados en éxito rápido al ojo. El aparato utilizado en el transmisor consta de un disco perforated con tres espiral sucesiva curvas de agujeros. Los agujeros en la primera espiral están cubiertos con filtros rojos, en el segundo con filtros verdes y en el tercer con azules. Ligero está proyectado a través de estos agujeros y una imagen de los agujeros emotivos está proyectada al objeto. El disco revuelve en 10 revoluciones por segundo y así que treinta imágenes completas están transmitidas cada segundo — diez azules, diez rojo, y diez verde.
En la estación de recibir un disco similar revuelve synchronously con el disco de transmitir, y detrás de este disco, en línea con el ojo del observador, es dos caudal de fulgor lámparas. Uno de estas lámparas es un tubo de neón y el otro un tubo que contiene vapor de mercurio y helio. Mediante un commutator el vapor de mercurio y tubo de helio está colocado en circuito para dos-tercios de una revolución y el tubo de neón para el tercio restante. La luz roja del neón está acentuada por colocar filtros rojos sobre los agujeros de vista para la imagen roja. De modo parecido, los agujeros de vista que corresponden a las imágenes verdes y azules están cubiertas por filtros adecuados. Las luces azules y verdes tanto provenir el tubo de helio del mercurio, el cual emits los rayos ricos en ambos colores.
Baird Demostró un modificado versión de dos colores en febrero de 1938, utilizando un rojo y azul-arreglo de filtro verde en el transmisor; encima julio 27, 1939 más allá demuestre que sistema de barrido del color en combinación con un tubo de rayo del cátodo con rueda de filtro como el auricular.

## Uso tardío
Para los primeros nueve meses de NTSC color en 1953@–1954, CBS continuó utilizar su campo-color secuencial cámaras televisivos, con el índice de campo y señalar adaptado para NTSC estándares, hasta que RCA entregó su primer modelo de producción de un NTSC cámara de color en tiempo para el 1954@–55 estación.
La Unión Soviética era el solo otro país a experimento con un campo-sistema de color secuencial. Fabrique un número pequeño de auriculares de color en 1954 aquello utilizó un disco de color mecánico.
El campo-el sistema secuencial estuvo utilizado en especializó aplicaciones mucho tiempo después de que haya sido reemplazado para televisión retransmitida. Un usuario notable de la tecnología era NASA. Campo-cámaras de color secuencial estuvieron utilizados en el Apolo cámaras de aterrizaje lunar qué color transmitido imágenes televisivas de la Luna durante misiones de 1969 a 1972. Otro sistema estuvo utilizado para el Voyager programa en 1979, para tomar cuadros y vídeo de Júpiter. Vuelos de Transbordador espacial temprano (de 1981 a 1995) utilizó cámaras con intercambiables lenses. Para transmisiones de color, un campo-sistema de color secuencial estuvo construido a la asamblea de lente. Para las transmisiones de NASA, el vídeo de espacial era el campo secuencial, convertido por una técnica de extensión de ciclo de deber a componente RGB vídeo de color en la tierra, y después convertido a NTSC y a otros estándares mundiales les gusta el COLEGA y SECAM.
Día moderno Procesamiento Ligero Digital (DLP) proyectors generalmente ruedas de color del uso para generar imágenes de color, típicamente corriendo en un múltiplo del índice de marco del vídeo.
Día moderno #LCD exhibiciones implementan FSC por utilizar varios colores de DIRIGIDOS backlight, por ciclismo el backlights, y obtener varias ventajas como colores más brillantes, negros más oscuros, y coste más bajo. Estas exhibiciones están utilizadas en LCD Cámara viewfinders y otras aplicaciones industriales.